# 국가대표 (영화)
《국가대표》는 대한민국의 김용화 감독이 제작한 스포츠 영화이다. 스키 점프 국가대표를 소재로 다루었다.

## 줄거리
밥이라는 영어 이름을 가진 한국계 미국인 차헌태는 여동생과 함께 미국인 부모에게 입양되었다. 그는 어머니를 찾기 위해 한국 TV 프로그램에 출연한다. 헌태가 훈련받은 알파인 스키 선수이기 때문에, 다가오는 1998년 동계 올림픽을 위한 새로운 스키점프 국가대표팀 멤버를 모집하려는 방 코치의 제안을 받는다. 다른 멤버로는 마약 때문에 운동을 그만둔 나이트클럽 웨이터 최홍철, 정육식당에서 일하며 엄격한 아버지를 둔 마재복, 할머니와 자폐증을 앓는 남동생 봉구와 함께 사는 강칠구가 있다. 밥은 처음에는 팀을 이끄는 것을 거부하지만, 방 코치의 딸인 신비로운 사기꾼 방수연을 만나고, 부유한 가족의 모욕으로 여전히 고통받는 자신의 어머니를 본 후 팀 프로젝트를 통해 어머니에게 자신을 증명하기로 결심한다. 모두 결국 훌륭한 스키 선수가 되지만, 연습 부족 상태이다. 월드컵 예선전을 위해 준비하기 위해 그들은 두려움을 극복하고 자동차 위, 놀이공원 롤러코스터 등 특이한 장소에서 훈련한다. 전날 밤 싸움으로 인해 거의 실격당할 뻔했지만, 월드컵 예선에 성공한다. 그러나 IOC가 한국의 무주군 대신 솔트레이크시티를 선택했다는 소식을 듣자 승리는 씁쓸해진다. 불행하게도 짙은 안개 때문에 칠구는 다리를 다쳐 경기에 나설 수 없게 된다. 봉구는 대타로 점프하기로 결정하지만 금메달에 필요한 거리를 채우지 못하고 거의 목숨을 잃을 뻔한다. 패배에도 불구하고 선수들은 봉구가 점프에서 살아남은 것을 기뻐하고, 한국 국민들은 그들을 자랑스러워한다.

## 흥행
누적관객수 8,487,894명을 기록하며 당시 역대 대한민국의 영화 흥행 기록 16위에 안착했다.

## 캐스팅
- 하정우 - 밥 (차헌태) 역
- 김동욱 - 최흥철 역
- 김지석 - 강칠구 역
- 이재응 - 강봉구 역
- 최재환 - 마재복 역
- 성동일 - 방 코치 역
- 이은성 - 방수연 역
- 이한위 - 마 사장 역
- 이혜숙 - 밥 생모 역
- 김지영 - 봉구 할머니 역
- 현쥬니 - 왕순덕 역
- 황하나 - 지은 역
- 이설아 - 혜라 역
- 조석현 - 병무청 직원 역
- 정민성 - 벼룩시장 기자 역
- 조재윤 - 입양인 연대 직원 1 역
- 강제규 - 비행기 승객 심영 약사 1 역
- 양승걸 - 공사장 현장소장 역
- 박성택 - 일본 캐스터 역
- 정종렬 - 일본 해설 역
- 오광록 - 약사 2 역(우정출연)
- 김수로 - 보스 역(우정출연)
- 조진웅 - 해설위원 역(우정출연)
- 마동석 - 형사 역(우정출연)
- 김용건 - 조직위원장 역(특별출연)
- 박정수 - 부잣집 부인 역(특별출연)
- 이금희 - 본인/이금희 아나운서 역(특별출연)
- 손범수 - 본인/손범수 아나운서 역(특별출연)
- 김성주 - 한국 캐스터 역(특별출연)

## 같이 보기
- 스키 점프
- 대한민국 영화 흥행 기록
- 쿨러닝
- 무주점핑파크